# Nadieżda Tałanowa
Nadieżda Aleksandrowna Tałanowa (ros. Надежда Александровна Таланова, ur. 17 sierpnia 1967 w Kiznierze) – rosyjska biathlonistka, mistrzyni olimpijska, pięciokrotna medalistka mistrzostw świata i trzykrotna medalistka mistrzostw Europy.

## Kariera
W Pucharze Świata zadebiutowała 26 stycznia 1991 roku w Anterselvie, zajmując 29. miejsce w sprincie. Pierwsze punkty (w sezonach 1984/1985-1999/2000 punktowało 25. najlepszych zawodniczek) wywalczyła 24 lutego 1991 roku w Lahti, gdzie zajęła piętnaste miejsce w biegu indywidualnym. Pierwszy raz na podium zawodów pucharowych stanęła 13 lutego 1993 roku w Borowcu, kończąc rywalizację w sprincie na drugiej pozycji. W kolejnych startach jeszcze sześć razy stanęła na podium, odnosząc przy tym jedno zwycięstwo: 19 marca 1994 roku w Canmore wygrała sprint. Najlepsze wyniki osiągnęła w sezonie 1993/1994, kiedy to zajęła piąte miejsce w klasyfikacji generalnej, a w klasyfikacji sprintu była trzecia, za Swietłaną Paramyginą z Białorusi i Włoszką Nathalie Santer.
Na mistrzostwach świata w Borowcu w 1993 roku zdobyła srebrny medal w sprincie. Rozdzieliła tam na podium Kanadyjkę Myriam Bédard i swą rodaczkę - Jelenę Biełową. Dzień później wspólnie z Biełową, Swietłaną Paniutiną i Olgą Simuszyną zdobyła brązowy medal w sztafecie. Na rozgrywanych cztery lata później mistrzostwach świata w Osrblie była druga w biegu drużynowym i ponownie trzecia w sztafecie. Razem z Galiną Kuklewą, Olgą Romaśko i Albiną Achatową zajęła ponadto drugie miejsce w sztafecie podczas mistrzostw świata w Kontiolahti/Oslo w 1999 roku.
Brała też udział w igrzyskach olimpijskich w Lillehammer w 1994 roku, razem z Łuizą Noskową, Natalją Snytiną i Anfisą Riezcową zdobywając złoto w sztafecie. Był to pierwszy w historii złoty medal olimpijski dla Rosji w biathlonie kobiet. Zajęła tam też 16. miejsce w biegu indywidualnym i 19. w sprincie.
Pracowała między innymi jako trenerka.

## Osiągnięcia

### Igrzyska olimpijskie
| Rok  | Miejscowość | Konkurencje | Konkurencje | Konkurencje | Konkurencje | Konkurencje | Konkurencje | Konkurencje |
| Rok  | Miejscowość | IN          | SP          | PU          | MS          | RL          | MR          | SR          |
| ---- | ----------- | ----------- | ----------- | ----------- | ----------- | ----------- | ----------- | ----------- |
| 1994 | Lillehammer | 16.         | 19.         | nd.         | nd.         | 1.          | nd.         | –           |

### Mistrzostwa świata
| Rok  | Miejscowość      | Konkurencje | Konkurencje | Konkurencje | Konkurencje | Konkurencje | Konkurencje | Konkurencje |
| Rok  | Miejscowość      | IN          | SP          | PU          | MS          | RL          | MR          | SR          |
| ---- | ---------------- | ----------- | ----------- | ----------- | ----------- | ----------- | ----------- | ----------- |
| 1993 | Borowec          | –           | 2.          | nd.         | nd.         | –           | nd.         | –           |
| 1994 | Canmore          | nd.         | nd.         | nd.         | nd.         | nd.         | nd.         | –           |
| 1995 | Anterselva       | –           | 16.         | nd.         | nd.         | 6.          | nd.         | –           |
| 1997 | Osrblie          | –           | 11.         | 10.         | nd.         | 3.          | nd.         | –           |
| 1998 | Pokljuka         | nd.         | nd.         | 19.         | nd.         | nd.         | nd.         | –           |
| 1999 | Kontiolahti/Oslo | –           | 17.         | 20.         | –           | 2.          | nd.         | –           |

### Puchar Świata

#### Miejsca w klasyfikacji generalnej
| Sezon     | Miejsce |
| --------- | ------- |
| 1990/1991 | 38.     |
| 1991/1992 | 60.     |
| 1992/1993 | 49.     |
| 1993/1994 | 5.      |
| 1994/1995 | 6.      |
| 1996/1997 | 11.     |
| 1997/1998 | 35.     |
| 1998/1999 | 26.     |

#### Miejsca na podium chronologicznie
| Lp. | Dzień       | Rok  | Miejscowość | Konkurencja                | Lokata | Pudła   | Czas biegu | Strata  | Zwycięzca            |
| --- | ----------- | ---- | ----------- | -------------------------- | ------ | ------- | ---------- | ------- | -------------------- |
| 1.  | 13 lutego   | 1993 | Borowec     | Sprint na 7,5 km           | 2.     | 0+1     | 21:01,9    | +16,6   | Myriam Bédard        |
| 2.  | 15 stycznia | 1994 | Ruhpolding  | Sprint na 7,5 km           | 3.     | 0+0     | 25:35,8    | +27,3   | Swietłana Paramygina |
| 3.  | 19 marca    | 1994 | Canmore     | Sprint na 7,5 km           | 1.     | 0+0     | 21:31,1    | –       | –                    |
| 4.  | 21 stycznia | 1994 | Oberhof     | Sprint na 7,5 km           | 2.     | 0+1     | 23:39,6    | +32,0   | Anne Briand          |
| 5.  | 28 stycznia | 1995 | Ruhpolding  | Sprint na 7,5 km           | 3.     | 0+0     | 21:20,7    | +22,0   | Magdalena Forsberg   |
| 6.  | 16 marca    | 1995 | Lillehammer | Bieg indywidualny na 15 km | 2.     | 0+0+0+2 | 52:42,1    | +1:45,8 | Swietłana Paramygina |
| 7.  | 8 stycznia  | 1999 | Oberhof     | Sprint na 7,5 km           | 3.     | 0+1     | 24:23,8    | +34,2   | Liv Grete Skjelbreid |